# Kozy (Poméranie)
Pour les articles homonymes, voir Kozy.
Kozy est une localité polonaise de la gmina rurale de Czarna Dąbrówka située dans le powiat de Bytów en voïvodie de Poméranie. Elle se trouve à environ 25 km au nord de Bytów et 70 km à l'ouest de la capitale régionale Gdańsk.

## Géographie

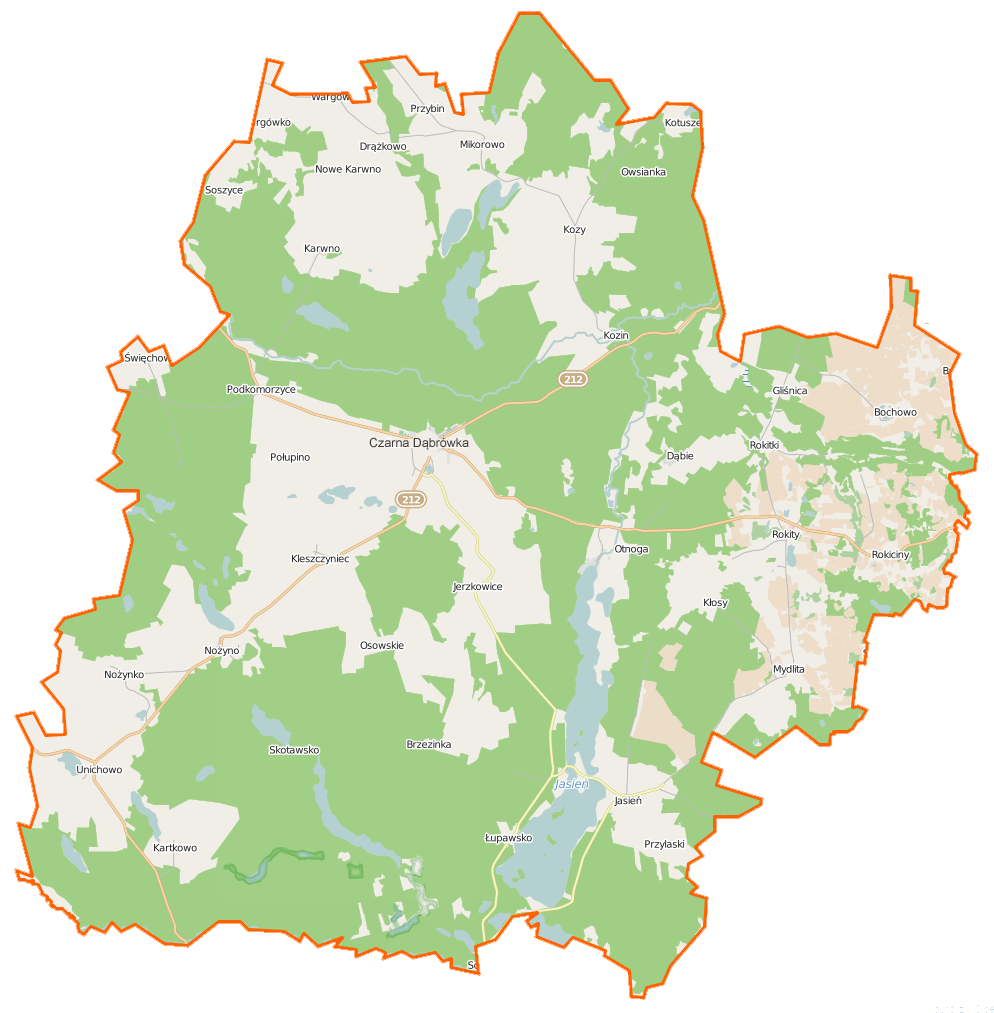
Carte de la gmina de Czarna Dąbrówka.

## Histoire
De 1648 à 1945, Kose fait partie de l'arrondissement de Stolp dans le district de Köslin au sein de la province de Poméranie.